# Liste des seigneurs de Sainte-Suzanne
Le château et la cité de Sainte-Suzanne (Mayenne) a connu en 1000 ans une cinquantaine de seigneurs ou propriétaires successifs dont les familles de Beaumont, de Beaumont-Brienne, Chamaillard,  d'Alençon-Valois, d'Albret, le roi de France et de Navarre Henri IV, les familles Fouquet de La Varenne, de Champagne-(Parcé et Villaines), de Choiseul-Praslin, celles de Beauvau-Craon ou de Vaulogé, ou encore la famille princière sicilienne de La Grua Talamanca. Le château est aujourd'hui propriété du département de la Mayenne.

Écartelé, au 1er de France à la bordure de gueules chargée de 16 besants d'argent (famille d'Alençon), au 2e chevronné d'or et de gueules de 8 pièces (famille Hubert de Beaumont), au 3e d'hermines à 3 quintefeuilles de gueules (Ambroise de Loré), au 4e de gueules au lévrier d'argent colleté de France (famille Fouquet de la Varenne)

## Xesiècle
- 1 (Hypothèse) L'histoire de la terre de Sainte-Suzanne à la fin du IXe siècle et au début du Xe siècle est mal connue. : ? x Lucie de Sainte-Suzanne[1] ?

- 2 (Hypothèse) Comte du Maine Rotger ou Roger du Maine ? (° 866 - † > 900)[2], x Rothilde de France, fille du roi Charles le Chauve et de Richildis de Provence[3].

- 3 (Hypothèse) Soit[3] le Comte du Maine Hugues Ier du Maine (+ ~891 - † > 939-940), fils de Roger du Maine et de Rothilde de France, soit le vicomte  Raoul II de Beaumont-au-Maine (° ~ ? – † ~ ? ; vivait en ~ 895, 898; 937?)[4]

- 4  Raoul III de Beaumont-au-Maine (° ~ < 957 – † >1003), frère de l'évêque du Mans, Mainard[5], x1/. Guinar x2/. Godeheult (ou Godehelt ou Godehildis) de Bellême, fille d'Yves de Bellême et de Godehilde du Maine[6]. L'abbé Angot a établi qu'il fut en 985-989 le restaurateur de l'abbaye d'Évron. Il alla à Rome faire confirmer par le pape Jean XVI, sa fondation d'Évron[7].

## XIesiècle
- 5  Raoul IV de Beaumont-au-Maine (° ~ 1010 - † < 1040), x ~ < 1012 Hildegarde, fille de ?... Raoul IV céda à Geoffroy de Sablé, son frère, le terrain nécessaire à la construction et à la dotation de Solesmes (~1010). Vicomte du Maine de ~ 1010 à < 1040.

- 6  Raoul V de Beaumont-au-Maine ou Roscelin (° – † 1067), x1/ <1045 Emma ou Emmeline de Montreveau[8], (° ? – † 12 septembre 1058), fille d'Étienne de Montreveau (ou Montrevault), et d'Audeburge du Lude, nièce par sa mère d'Hubert de Vendôme, évêque d'Angers (1010-1047). Vicomte du Maine de ~ 1010 à < 1040[9]. x2. ~1060 Cana de Pontlevoie, fille de Galduin seigneur de Pontlevoie[10]. Fonde le Prieuré de Vivoin entre 1058 et 1062.

- 7  Hubert de Beaumont-au-Maine (° ~1030 – † < 24 mai 1095), x 6 décembre 1067 Ermengarde de Nevers, fille de Guillaume Ier de Nevers  et d'Ermengearde de Tonnerre, arrière-arrière-petite fille d'Hugues Capet. Vicomte du Maine de 1067 à ~ 1095. Nommé aussi Hubert de Sainte-Suzanne, il est vainement assiégé durant quatre ans (1083-1086) par les troupes de Guillaume le Conquérant . 
  - Sa fille Godeheult (ou Godehilde) fut la première abbesse de l'abbaye d'Étival-en-Charnie.

- 8  Raoul VII de Beaumont-au-Maine ou Roscelin, (° ~1060 - † ~1131), x 1095 Adenor ? de Laval, fille de Guy II de Laval et de Denise de Mortain nièce du Conquérant. Raoul de Beaumont, qui rencontre l'ermite Saint Alleaume (compagnon et disciple de Robert d'Arbrissel), fonde en 1109 l'abbaye d'Étival-en-Charnie ; sa sœur Godeheult (ou Godehilde) en devient la première abbesse. Vicomte du Maine avant 1096 et jusqu'en ~1131.)

## XIIesiècle
- 9  Roscelin de Beaumont-au-Maine (° ~1094 – † ~1176), x1/ <1145 N... de Crépon et x2/ ~1145 Constance FitzRoy, cinquième des huit filles naturelles de Henri Ier Beauclerc, roi d'Angleterre , petite-fille de Guillaume le Conquérant, et mère de Richard Ier qui suit. Vicomte du Maine avant 1145 et jusqu'en ~1176.

- 10  Richard Ier de Beaumont-au-Maine (° ? – † ~1196), arrière-petit-fils d'Hubert II et arrière-petit-fils de Guillaume le Conquérant , x >1170 Luce ou Lucie de L'Aigle, fille de Richer/Richard II, baron de L'Aigle et de Béatrix ; arrière-petite-fille de Richer de l'Aigle. Vicomte du Maine de ~1176 à sa mort en 1196.
  - Ermengarde de Beaumont-au-Maine, leur fille (° ? - † 1234), se marie le 5 septembre 1186 avec Guillaume Ier d'Écosse  "le Lion", (roi d'Écosse de 1165 à 1214).
  - Guillaume de Beaumont-au-Maine, leur fils (° 1177 - † 2 septembre 1240), fut évêque d'Angers.

- 11  Raoul VIII de Beaumont-au-Maine (° ~1175 – † 11 août 1237), x Agnès de La Flèche. Agnès serait une fille naturelle d'un roi d'Angleterre Plantagenêt, Henri II d'Angleterre, Richard ou Jean sans Terre, et aurait apporté La Flèche à son mari. Vicomte du Maine de 1196 à 1237 ; prend le titre de vicomte de Sainte-Suzanne à partir de 1216, donne une rente à l'abbaye d'Évron sur son donjon, pro turri quæ est in castro Sanctæ Suzannæ, et une autre sur ses moulins à l'Abbaye d'Étival-en-Charnie.
  - En 1236, la nièce de Raoul VIII, Marguerite de Fiff, fonde, sur un terrain donné par son oncle, la Chartreuse du Parc-d'Orques à Saint-Denis-d'Orques.

## XIIIesiècle
- 12  Richard II de Beaumont-au-Maine (° ~1205 – † ~1242), x <1218 Mahaut ou Mathilde d'Amboise, fille de Sulpice III d'Amboise et d'Isabelle de Chartres. Vicomte de 1237 à 1242. Il charge sa recette de Sainte-Suzanne de devoirs envers l'Abbaye d'Étival-en-Charnie (1239) et la Chartreuse du Parc-en-Charnie (1242).

- 13  Agnès de Beaumont-au-Maine (° ~1235 - † 1301), (sœur et héritière du précédent ; vicomtesse de Beaumont, dame de Sainte-Suzanne, Fresnay, Loué, du Lude, L'Aigle et La Flèche), x < 12 février 1253 Louis Ier d'Acre de Brienne,  (° 1225 - † ~ v.1297-1301), beau-frère de l'empereur Frédéric II, frère cadet d'Alphonse de Brienne comte d'Eu, et fils de Jean de Brienne (° ~ 1170 - † 21 mars 1237, roi de Jérusalem de 1210 à 1225, empereur de Constantinople en 1231-1237), et de Bérengère de León (° > 1199 - † 1237), fille du roi Alphonse IX de León , et de Bérengère de Castille. Agnès est vicomtesse de Beaumont-au-Maine[11] de ~1242 à sa mort (~1301), son époux Louis de Brienne ayant été vicomte de Beaumont de son mariage (1253) à sa mort (~1297-1301) et ayant apporté ses armes, qui se substituèrent à celles des premiers Beaumont.

- 14  Jean 1er de Beaumont-Brienne (° ~1255 - † 1306), x1/ : Jeanne de La Guerche, dame de La Gu(i)erche, Pouancé, Segré et Martigné, fille de Geoffroy III de La Guerche et d'Emma dame de Château-Gontier, et x2/ 1305  : Mahaud de Malines († 1306), fille de Gauthier VI Berthout seigneur de Malines, veuve de Maurice VI de Craon de Chantocé . (Parmi les frères et sœurs de Jean Ier : Louis, évêque de Durham en 1318-33 ; Henri, Ier baron lord Beaumont et 8e comte de Buchan par sa femme Alice Comyn nièce de John Comyn : arrière-grands-parents d'Henry IV d'Angleterre ; Marguerite, x Bohémond VII de Tripoli et d'Antioche ; Marie, dame de Laigle, x Henri III d'Avaugour-Penthièvre ; Jeanne, dame de Loué, x Guy VIII de Montmorency-Laval : d'où les Laval-Loué).

## XIVesiècle
- 15  Robert de Beaumont-Brienne (° ~1270 - † 1327), x1/ 25 août 1303: Marie de Craon, dame de Châtelais († 1312),  fille de Maurice V de Craon, seigneur de Craon, de Sablé et de Chantocé et de Mahaud de Malines, et x2/ 1323  : Marie d'Astort ; (Parmi les sœurs de Robert : Isabeau, x Geoffroi V d'Ancenis ; Anne/Emma, x Payen de Chources sire de Malicorne).

- 16  Jean II de Beaumont-Brienne (° ~1302 - † ~1355), x1/: Isabeau d'Harcourt, fille de Jean III d'Harcourt "Le Tort" ou "Le Boiteux" († 1326) et d'Alix de Brabant-Aerschot († 1315), et x2/ 31 décembre 1330 : Marguerite de Valentinois, († 1380), fille d'Aymar V comte de Valentinois,  et de Sibylle de Baux[12] ; (Parmi les frères et sœurs de Jean II : Geoffroi, † avant 1355 sans postérité, seigneur du Lude, x Jeanne de Bauçay de Champigny ; Jeanne, x Jean III d'Amboise seigneur de Chaumont : d'où la suite des Chaumont d'Amboise ; Marguerite, x Bernard de Ventadour comte de Montpensier).
  - 17  Louis II de Beaumont-Brienne (° >1330 - † mort sans enfants lors de la Bataille de Cocherel le 23 mai 1364, inhumé à la Chartreuse du Parc-en-Charnie), fils de Jean II de Beaumont-Brienne et de sa seconde femme Marguerite de Valentinois, x 1362 ou 1363 Isabelle de la Marche († 1371), fille de Jacques Ier de Bourbon-la Marche  et de Jeanne de Châtillon-St-Pol, dame de Condé et de Carency. Isabelle se remarie en 1364 avec Bouchard VII comte de Vendôme († 1400)[13]
  - 18  Marie de Beaumont-Brienne (° ~1325 - † 1372), demi-sœur aînée de Louis II, fille de Jean II de Beaumont-Brienne et de sa première femme Isabeau d'Harcourt, x ~1340 Guillaume Chamaillard, sire d'Anthenaise (° ~1320 - † ~1391) fils de Guillaume Chamaillard et d' Éremburge ? , qui devient seigneur de Sainte-Suzanne en épousant Marie de Beaumont-Brienne. Il lui apporte en dot la châtellenie de Chources et celle de Mézangers. Dans le même temps, la baronnie de Sainte-Suzanne se rattachait les importantes châtellenies de la Ramée (ancien prieuré de l'abbaye d'Évron à La Chapelle-Rainsouin) et de Thorigné ; (Une sœur de Marie de Beaumont : Jeanne/Marie, x Jean de Scépeaux ; et leurs demi-sœurs puînées, sœurs de Louis II : Marguerite de Beaumont, dame du Lude, de Segré et de Martigné-Ferchaud[14], x1/ Bouchard de Vendôme, sire de Feillet ou Feuillet(te), fils cadet du comte Bouchard VI, d'où la suite des Vendôme-Montoire, barons de Segré ; et x2/ Jean Gaudin) ; et Jeanne de Beaumont, qui transmet en 1373 une partie de la Champagne au Maine (cf. l'article Champagne-Hommet) à son mari Guillaume de Villiers du Hommet (les Villiers étant au Hommet les héritiers de la famille du Hommet), d'où .

## XVesiècle
- 19 Marie Chamaillard d'Anthenaise (° ~1345 - † Argentan 18 novembre 1425), x 20 octobre 1371, Pierre II de Valois d'Alençon "Le Noble" (° 1340 - † 1404),  comte d'Alençon, du Perche et de Porhoet, fils de Charles II d'Alençon, comte d'Alençon et du Perche, et de Marie de Castille-La Cerda.

- 20  Jean Ier d'Alençon "Le Sage" (° 9 mai 1385 - † bataille d'Azincourt 1415), x 29 juin 1396 Marie de Bretagne, dame de La Guerche († 1446), fille de Jean IV de Bretagne  et de Jeanne de Navarre.

- 21  Jean II d'Alençon "Le Bon" (° 2 mars 1409 - † 1476), Compagnon de Jeanne d'Arc qui le surnomme « le gentil duc » , x1/ 1420 : Jeanne († 1432), fille de Charles duc d'Orléans, et x2/ 30 avril 1437 : Marie d'Armagnac († 1473), fille de Jean IV d'Armagnac  et d'Isabelle d'Evreux (fille de Charles III le Noble, roi de Navarre, et d'Éléonore de Castille)[15]. Un aveu de 1451 nous apprend que les paroisses de La Chapelle-Rainsouin, Brée et la terre de La Roche-Pichemer, dépendaient du territoire de la baronnie de Sainte-Suzanne.

- 22  René d'Alençon (° 1454 - † 1er novembre 1492), x 14 mai 1488 Marguerite de Lorraine-Vaudémont (° 1463 - † 1521), fille de Ferry II de Vaudémont  et de Yolande d'Anjou [16].

## XVIesiècle
- 23  Charles IV d'Alençon (° 2 septembre 1489 - † 11 avril 1525), (rend aveu de la baronnie de Sainte-Suzanne en 1506), x 2 décembre 1509 Marguerite de France (1492-1549), fille de Charles d'Orléans comte d'Angoulême  et de Louise de Savoie, et sœur aînée de François Ier . Il combat à Marignan en 1515 et à Pavie le 24 février 1525 mais meurt (sans enfants) le 11 avril de la même année.

- 24  Sa veuve Marguerite donne à bail la baronnie (acte daté de 1524 à Saint-Juste de Lyon) mais se remarie en 1527 avec Henri II d'Albret (° 1503 - † 1555), roi de Navarre,  privant la sœur de Charles IV d'Alençon, Françoise d'Alençon (° 1490 - † 1550) , de son héritage sur la vicomté. Mais en 1537, 1543 c'est Françoise d'Alençon qui est la "baronnesse" de Sainte-Suzanne. Par lettres patentes du roi François Ier, la vicomté de Beaumont, Fresnay et Sainte-Suzanne, de même que les seigneuries de La Flèche, Château-Gontier et la baronnie du Saosnois, sont érigées en duché-pairie de Beaumont en septembre 1543.

- 25  Jeanne d'Albret (° 1528 - † 1572), x1/ 13 juillet 1541 Guillaume de Clèves  (mariage annulé en 1546) ; x2/ 20 octobre 1548 Antoine de Bourbon (° 1518 - † 1562) .
  - NB: Antoine de Bourbon est le fils de  Françoise d'Alençon susnommée (ref. 24) et de Charles (IV) de Bourbon-Vendôme , descendant de saint Louis .

- 26  Henri de Navarre (° 13 décembre 1553 - † 14 mai 1610 assassiné par François Ravaillac), x 1/ 18 août 1572 : Marguerite de France (1553-1615) dite aussi Marguerite de Valois ou la reine Margot, fille d'Henri II roi de France , et de Catherine de Médicis. Divorce le 17 décembre 1599 ; x 2/ 16 décembre 1600 : Marie de Médicis (° 1573 - † 1642), fille de François Ier de Médicis  et de Jeanne de Habsbourg, nièce de Charles Quint . 
  - NB: Henri de Bourbon, roi Henri III de Navarre , devient Henri IV roi de France  en 1589. Il avait hérité de Sainte-Suzanne à la mort de sa mère Jeanne d'Albret en 1572; Le roi fut donc baron de Sainte-Suzanne durant 22 ans. En 1586, quoique des terres eussent été aliénées par Henri IV, comme la féodalité avait été réservée, le sceau des contrats est aux armes de France  et de Navarre , avec ces mots pour légende : Seel du roy de Navarre establi à Sainte-Suzanne. Sous le règne de Louis XIII, par la continuation des mêmes réserves, on se sert du sceau aux armes de France et de Navarre avec la lettre L couronnée et en exergue : Sceau de la Cour de Sainte-Suzanne (1626).

- 27  Le 16 septembre 1594, Henri IV vend la baronnie de Sainte-Suzanne pour 18 000 écus en engagement à sa femme Marguerite de France dite la Reine Margot, qui le détient dix ans (1594-1604).

## XVIIesiècle
- 28  Guillaume Fouquet marquis de La Varenne (° 1560 - † 1616), x 1/: Catherine Foussard ; x2/: Jeanne de Poix Veuve Girard. Guillaume Fouquet, seigneur de la Varenne, rachète le 25 septembre 1604 l'engagement fait à la reine Margot (Fouquet rembourse le 17 octobre à la reine les 14 200 écus qui lui restaient dus) et le transmet à ses descendants. Il construit le château de La Flèche (il était devenu le gouverneur-capitaine héréditaire, puis le seigneur engagiste de La Flèche) et le Château de Sainte-Suzanne.
- 29  René Ier Fouquet de La Varenne (° 1586 - † 1656), x Jeanne Girard, fille de Jeanne de Poix et de Guy Girard (Voir : Saint-Romans-lès-Melle).
- 30  René II Fouquet de La Varenne (° - † 1697, mort en duel)
- 31  Claude II Fouquet de La Varenne (° 1635 - † 1699), frère de René II, x Marie-Françoise de Froulay de Tessé, fille de René III de Froulay seigneur de Tessé, grand d'Espagne, maréchal de France, et de Marie-Françoise Aubert d'Aunay. Louis XIV échange des terres que le maréchal détient à Versailles et Marly contre les terres royales de Beaumont et Fresnay.

## XVIIIesiècle
- 32  « Anonyme » de La Varenne (° 1699 - † 1714), Naît quelques semaines après la mort de son père. Sous tutelle du maréchal de Tessé son grand-père, puis de sa mère Marie-Françoise, qui se remarie avec Jean-François de Briqueville, seigneur de la Luzerne
- 33  Catherine-Françoise de La Varenne (° ~1625 - † 1661), x 29 décembre 1644 Hubert de Champagne marquis de Villaines, Baron de Tucé (° ~1605 - † ?), [17] fils de Brandelis (IV) de Champagne, marquis de Villaines (° ~1556 - † 1619), Chevalier de l'Ordre du Saint-Esprit (5 janvier 1597), (maréchal de France ?), et d'Anne de Feschal  (° ~ 1580 ou 1585 - x 14 avril 1603 - † ?), fille de Jean de Feschal  (°1554 - † 1610). Catherine-Françoise de La Varenne fut héritière posthume.
- 34  René-Brandelys de Champagne de Villaines (° ~1645 ou 1650 - † 5 avril 1723), x 6 juin 1702 Thérèse Le Royer des Forges (° 20 mars 1689 - † ? )
- 35  Anne Marie de Champagne de Villaines - La Suze (° ~ 1705 - † 27 décembre 1783) x 30 avril 1732 César Gabriel de Choiseul-Praslin,  (° 15 août 1712 - † 15 novembre 1785)[18], fils d'Hubert de Choiseul, Comte de Chevigny et d'Henriette-Louise de Beauvau. Secrétaire d'État aux affaires étrangères, à la Marine ; Lieutenant général, Ambassadeur[19].
- Les vassaux de la baronnie relevaient directement du roi comme duc de Beaumont. En 1771 la baronnie est donnée pour partie en apanage au frère cadet du roi Louis XVI, le comte de Provence, futur Louis XVIII.
- 36  Armand-César-Louis ou Renaud-César de Choiseul duc de Praslin (° 18 janvier 1735 - † 5 décembre 1791), x 30 janvier 1754 Suzanne- ou Guyonne-Marguerite-Philippine de Durfort de Lorges (° 1737 - † 1806), fille de Guy-Louis de Durfort, duc de Lorges (° 1714 - † 1775) et de Randan, et de Marie Marguerite Butault de Marsan. Député et ambassadeur à Naples.
- 37  Antoine-César de Choiseul-Praslin (° 6 avril 1756 - † 28 janvier 1808), comte de Sainte-Suzanne, x Charlotte Antoinette O'Brien[20] de Thomond, fille de Charles O'Brien comte de Thomond[20], et de Marie-Geneviève Gaultier de Chiffreville. Pair de France, député de la noblesse pour la sénéchaussée du Maine aux États généraux le 20 août 1789, Maréchal de camp le 28 novembre 1791, sénateur (1799 - 1808), Commandeur de la Légion d'honneur, inhumé au Panthéon[21] ; le frère cadet d'Antoine-César : César-Hippolyte de Choiseul-Praslin (1757-93), comte de Ste-Suzanne, héritier de Villaines (avec postérité) ; leur sœur, Julie-Alix de Choiseul-Praslin (1777-99) : voir ci-dessous.
  -  À l'époque révolutionnaire, le château de Sainte-Suzanne est déclaré bien national, mais rien n'indique qu'il ait été vendu, car le duc Antoine de Choiseul-Praslin se porte de nouveau acquéreur de Sainte-Suzanne par acte du 2 ventôse an XI (20 février 1803).

## XIXesiècle
- 38  Lucie Virginie (ou Lucie Marie) de Choiseul-Praslin (° 1794 - † 1834), fille d'Antoine-César de Choiseul-Praslin, x juin 1815 prince Charles de Beauvau-Craon  (° 7 mars 1793 - † 15 mars 1864), marquis de Harouël, Grand d'Espagne, fils du prince Marc Étienne Gabriel de Beauvau-Craon, chambellan de Napoléon Ier, et de "Nathalie" Henriette Victurienne de Rochechouart. Le prince Charles de Beauvau, gendre du duc de Choiseul ci-dessus, vend le château le 10 mai 1822 au baron de Damas, dont la femme descendait des Choiseul-Praslin ; après les Damas, le château de Sainte-Suzanne élevé par Fouquet de La Varenne cesse d'appartenir à ses descendants[22].
- 39  Le général-baron de Damas (° 1795 - † 1862), fils de Charles de Damas et de Marie-Gabrielle-Marguerite de Sarsfield, x 9 juin 1818 Sigismonde Charlotte de Hautefort (° 1799 - † 10 septembre 1847), fille du comte Armand-Louis-Amédée de Hautefort (° 1776 - † 1809) et de Julie-Alix de Choiseul-Praslin (° 1777 - † 1799), la sœur d'Antoine-César et de César-Hippolyte ci-dessus. Le Baron de Damas, Lieutenant Général (10 avril 1815), Pair de France (9 octobre 1823), Grand Maréchal du Palais (1830), Grand Croix de l'ordre de Saint-Louis, Grand-officier de la Légion d'honneur, Bailli de l'ordre de Malte, fut ministre de la Guerre puis des Affaires étrangères, Gouverneur du duc de Bordeaux (petit-fils de Charles X). Vente le 30 décembre 1855 à Mme Hélène Ollivier veuve Lespinasse.
- 40 Hélène Marie Anne Ollivier (° 1788 - † 15.11.1873) veuve d'Édouard Delespinasse (° ~1791 Ingrandes - † Sainte-Suzanne 26 février 1844, ancien régisseur du château d'Antoine-César de Choiseul-Praslin puis de Sigismonde-Charlotte-Laure de Hautefort épouse du Baron de Damas ci-dessus, Maire de Sainte-Suzanne en 1814-1815. Fils d'Auguste de Lespinasse et d'Anne Lachesnaie). Vente le 15 novembre 1865 à M. Henri-Louis Picot de Vaulogé, mais Mme Delespinasse s'était réservé le droit d'habitation (bail gratuit[23]) au château jusqu'à sa mort, qui survint le 19 novembre 1873. Sa fille Hélène, née le 17 août 1809 à Sainte-Suzanne, se maria le 22 avril 1838 à Sainte-Suzanne avec Pierre Jean Baptiste Charles de Cointoux (° 1807 - † 1881) et habita au Mans, où elle résidait en 1882.

## XXesiècle
- 41 En droit à partir du 15 novembre 1865, en fait à partir du 19 novembre 1873 : Marie-Louise Nelly de Girardin[24](° 1821 - † 1903), fille de Numance de Girardin (° 1794 - † 1851) et de Sidonie Ferdinande Isabelle d'Yve de Bavay (° ? - † 1873) x 1844 Henri Louis Picot de Vaulogé (° 1814 - † 1891), fils de Henri Jean Baptiste Élisabeth Charles Picot de Vaulogé (° 1783 - † 1862) x 1808 Madeleine Victoire Le Clerc de la Provôterie (°1788 - † 1860)
- 42  Henri François Edgard "Frantz" Picot de Vaulogé (° 1845 - † 1928) x 1873 Céline Julie Thérèse de Menou (° 1851 - † 1914), fille d'Octave de Menou (° ? - † 1903) et de Céline Langlois d'Amilly (° 1829 - † 1904)
- 43  Renée Thérèse Picot de Vaulogé (° 1878 - † 1966) x 1904 Filipe (Philippe Jacques Marie) de La Grua et Talamanca, prince de Carini, (° 1880 - † 1952) fils de César III La Grua et Talamanca de Carini (° 1843 - † 1884) et d'Isabelle d'Ornano (°1850 - † 1874).
- 44  Princesse Marie-Béatrice de Carini (° 1917 - † 2011) x 1946 comte Scévole Pocquet de Livonnière (°1912 - † 2003), fils de Scévole Pocquet de Livonnière (° 1876 - † 1914) et de Marie Loisel de Douzon (° 1887 - † 1957). Vente en 1969.
- 45 SCI animée par Aude Fonquernie, médecin, psychanalyste, est fondatrice de la Maison sur le Monde à Mazille, et de Cluny, chemins d'Europe à l'abbaye de Cluny. Vente en 1980.
- 46  Syndicat intercommunal et départemental pour le développement du tourisme, représenté par la commune de Sainte-Suzanne. Vente le 21 décembre 1998.

## XXIesiècle
- 47  Département de la Mayenne . Le Conseil général de la Mayenne a entrepris depuis 2000 de très importants travaux (réfection du donjon, du pont-levis, de la porte de fer, des remparts et du logis) qui ont abouti à l'ouverture dans le logis, en juin 2009, d'un Centre d'interprétation de l'architecture et du patrimoine.

## Sources
- « Liste des seigneurs de Sainte-Suzanne », dans Alphonse-Victor Angot et Ferdinand Gaugain, Dictionnaire historique, topographique et biographique de la Mayenne, Laval, A. Goupil, 1900-1910 [détail des éditions] (BNF 34106789, présentation en ligne)
- Évron et ses environs, par Maurice Passe, Imp. Fleury, Mamers, 1912, p. 66 à 123.
- Voir celles de l'article : Sainte-Suzanne.
- Racines&Histoire : vicomtes du Maine, p. 6-8.
- Racines&Histoire : Beaumont de Brienne, p. 7 et 9-10.
- Racines&Histoire : Vendôme de Segré, p. 9 et 13.
- Medlands : Maine > chap. II, les vicomtes du Maine et de Beaumont